# Fusanosuke Natsume
Fusanosuke Natsume (jap. 夏目 房之介, Natsume Fusanosuke ; * 18. August 1950) ist ein japanischer Mangaka und Manga-Kritiker.
Der Enkel des Schriftstellers Natsume Sōseki studierte an der Aoyama-Gakuin-Universität. Er verfasste Bücher und Essays wie Tezuka Osamu no bōken („Die Abenteuer des Tezuka Osamu“) und Manga/Sekai/Senryaku (Manga/Welt/Strategie). Für seine Arbeit als Mangakritiker erhielt er 1999 den Spezialpreis des Osamu-Tezuka-Kulturpreises.

## Quelle
- Kurzbiographie in: „Japanese Manga: Its Expression and Popularity“ (PDF; 105 kB)

| Personendaten    | Personendaten                         |
| ---------------- | ------------------------------------- |
| NAME             | Natsume, Fusanosuke                   |
| ALTERNATIVNAMEN  | 夏目房之介 (japanisch)                |
| KURZBESCHREIBUNG | japanischer Mangaka und Mangakritiker |
| GEBURTSDATUM     | 18. August 1950                       |